# 1641 w sztukach plastycznych
Wydarzenia w sztukach plastycznych i wizualnych w 1641 roku.

## Malarstwo

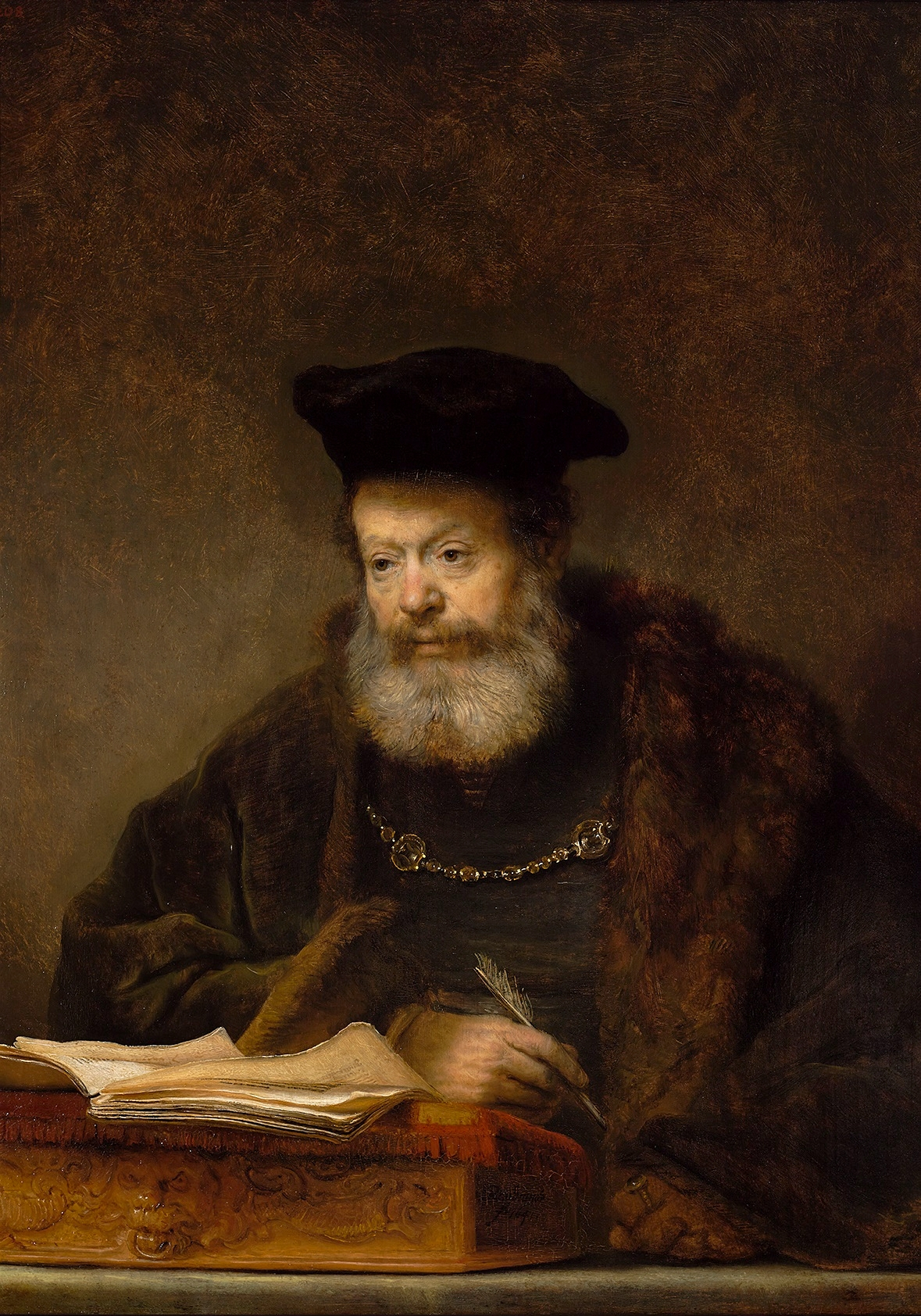
Rembrandt, Uczony przy pulpicie

- Rembrandt

Dziewczyna w ramie obrazu, olej na desce, 105,5 × 76 cm
Uczony przy pulpicie, olej na desce, 105,7 × 76,3 cm

## Urodzeni
- maj – Janez Vajkard Valvasor, słoweński rysownik i polihistor (zm. 1693)
- 11 września – Gerard de Lairesse, flamandzko-holenderski malarz i grafik (zm. 1711)
- 22 września – Titus van Rijn, syn Rembrandta, model (zm. 1668)
- Thomas Heeremans – holenderski malarz, pejzażysta i grafik (zm. 1697)
- Shitao – chiński malarz (zm. ok. 1707)

## Zmarli
- 6 kwietnia – Domenichino, włoski malarz i rysownik (ur. 1581)
- 27 czerwca – Michiel van Mierevelt, niderlandzki malarz (ur. 1567)
- 9 grudnia – Antoon van Dyck, flamandzki malarz (ur. 1599)
- Lazzaro Tavarone, włoski malarz (ur. 1556)
- Adam van Noort, flamandzki malarz (ur. 1562)
- Artus Wolffort, flamandzki malarz (ur. 1581)